# Last Request
Last Request is een nummer van de Schotse singer-songwriter Paolo Nutini uit 2006. Het is de eerste single van zijn debuutalbum These Streets.
Het nummer gaat over een man die weet dat zijn relatie is gestrand, maar nog één moment wil doorbrengen met zijn ex-vriendin. Met "Last Request" had de op dat moment pas 19-jarige Nutini al meteen een hit te pakken in diverse Europese landen. In het Verenigd Koninkrijk bereikte het nummer de 5e positie. Hoewel het nummer in Nederland en Vlaanderen geen hitlijsten bereikte, geniet het er wel veel bekendheid.